# Brezoi
Brezoi é uma cidade da Romênia, localizada no norte do judeţ (distrito) de Vâlcea, na confluência dos rios Olt e Lotru, onde se encontra a maior depressão dos Cárpatos, conhecida por Țara Loviștei.  A cidade se encontra cercada por florestas de pinheiros.
Engloba as aldeias de Păscoaia, Călinești, Proieni, Golotreni e Valea lui Stan.
Sua população está em declínio.  Passou de 7.589 a 5.691 habitantes entre 2002 e 2011, devido principalmente à imigração em massa para países da Europa Ocidental como Itália, Espanha, Alemanha e Reino Unido.